# Gołota (Góry Krucze)
Gołota (niem. Gölte-Berg, 762 m n.p.m.) – szczyt w południowo-zachodniej Polsce, w południowej części Gór Kruczych, w Sudetach Środkowych.
Wznosi się pomiędzy wzniesieniami Owcza Głowa a Pośrednią w grzbiecie zakończonym Końską.